# Millville (New Jersey)
Millville è un comune degli Stati Uniti d'America, nella Contea di Cumberland, nello Stato del New Jersey.